# Kelleria regalis
Kelleria regalis är en kräftdjursart som beskrevs av Gurney 1927. Kelleria regalis ingår i släktet Kelleria och familjen Kelleriidae. Inga underarter finns listade i Catalogue of Life.